# ロウアーバックホーン湖

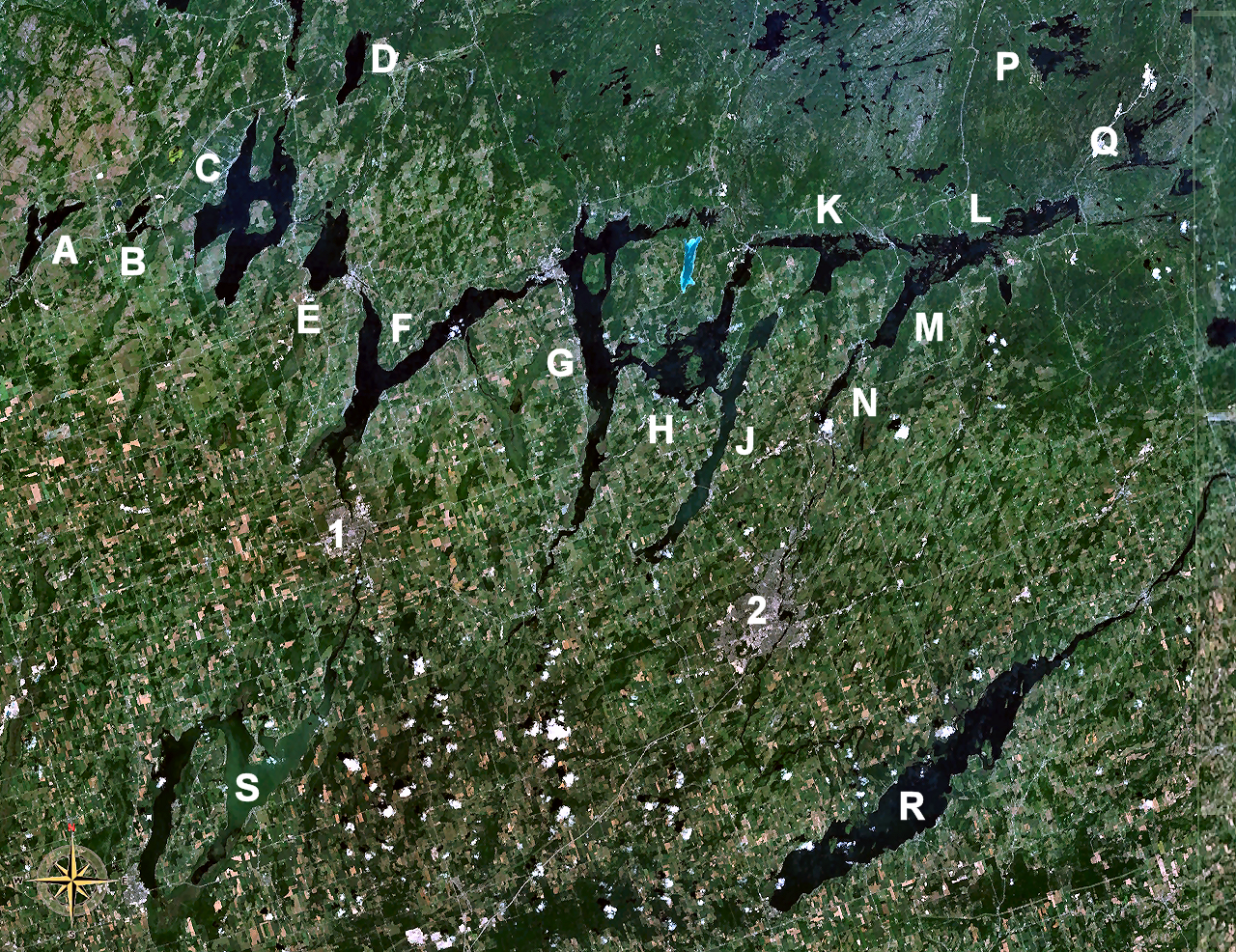
カワーサ湖群、Kがロウアーバックホーン湖

ロウアーバックホーン湖 (Lower Buckhorn Lake) はカナダのオンタリオ州ピーターボロ郡にある湖。カワーサ湖群の湖のひとつ。トレント・セバーン水路の一部である。
標高242m。湖南部には大きな湾、ディア湾 (Deer Bay) がある。西にはバックホーン湖があり、北からはミシサガ湖から流れてくるミシサガ川が注ぐ。東はウルフ島、ミレッジ島によりラブシック湖と隔てられており、島の間には水位差1.1mを超えるためのトレント・セバーン水路の閘門30がある。ラブシック湖の先はストーニー湖。ウルフ島などはウルフアイランド州立公園となっている。